# James Jamerson Jr.
James Jamerson Jr. (nascido James L. Jamerson III; 24 de agosto de 1957 - 23 de março de 2016) foi um baixista estadunidense e requisitável músico de estúdio, notório por seu trabalho com o grupo de disco music Chanson. Como músico de sessão, durante sua longa carreira de mais de três décadas, ele gravou com Bob Dylan, The Tavares Brothers, The Temptations, e muitos outros.

## Vida e carreira
Jamerson Jr. nasceu em Detroit, filho do lendário baixista James Jamerson, um membro fundamental da famosa banda da casa da Motown, The Funk Brothers.
No início dos anos 1970, Jamerson Jr. tornou-se um baixista de sessão requisitado. Nas três décadas seguintes, ele tocou nos álbuns de estúdio de Janet Jackson, Smokey Robinson e Aretha Franklin, para citar alguns.
No final da década de 1970, formou um grupo disco de estúdio, Chanson, junto com o guitarrista David Williams. Seu único single nas paradas, "Don't Hold Back", alcançou a posição 21 na Billboard Hot 100 em 1979 e a posição 18 no Canadá.

## Morte
Jamerson morreu em Detroit em 23 de março de 2016, aos 58 anos. Ele sofria há anos com espondilite anquilosante.

## Discografia selecionada
com The Tavares Brothers
- Check It Out (1974)

com Sylvester
- Step II (1978)

com High Inergy
- Shoulda Gone Dancin' (1979)

com The Crusaders with B.B. King and the Royal Philharmonic Orchestra
- Royal Jam (1981)

com Janet Jackson
- Janet Jackson (1982)

com DeBarge
- In a Special Way (1983)

com Smokey Robinson
- Touch the Sky (1983)

com Teena Marie
- Starchild (1984)

com The Temptations
- Truly for You (1984)

com Philip Bailey
- The Wonders of His Love (1985)

com Bob Dylan
- Knocked Out Loaded (1986)

com Aretha Franklin
- Aretha (1986)

com Wayne Kramer
- The Hard Stuff (1995)